# Lepismida
I Lepismidi o pesciolini d'argento (Lepismida) sono un gruppo di piccoli insetti atteri, appartenenti alla sottoclasse Apterygota, ordine Thysanura.

## Descrizione
I Lepismida sono insetti di piccole dimensioni, con corpo lungo e appiattito, rivestito da squame dai colori iridiscenti, grigio-argentei o giallo-dorati.
Hanno capo provvisto di occhi piccoli, che possono anche mancare, e privo di ocelli. L'apparato boccale è di tipo masticatore, con mandibole bicondile e palpi mascellari di 5-6 articoli. L'addome è provvisto di stili negli uriti VII-IX o VIII-IX. Il decimo urotergo ricopre l'estremità del corpo.
L'apparato respiratorio è provvisto di 10 paia di stigmi e di trachee anastomizzate.
A differenza dei Machilida, i Lepismidi non sono saltatori, non avendo l'ultimo paio di stili adattato a questa funzione.

## Sistematica
L'inquadramento sistematico al rango di sottordine è contemplato nella tassonomia classica, che include nei Thysanura sensu lato anche i Machilida. Gli orientamenti più recenti elevano questo raggruppamento al rango di ordine, con il nome Zygentoma Börner, 1904, distinguendolo dai Machilida, a loro volta elevati al rango di ordine con il nome Archaeognata Börner, 1904.
Si suddividono in 4 famiglie;
- Ateluridae
- Lepidotrichidae
- Lepismatidae
- Maindroniidae
- Nicoletiidae

La più rappresentativa è quella dei Lepismatidae, comprendente i comuni Lepisma saccharina e Thermobia domestica, spesso presenti nelle abitazioni.